# Kef Nesser
Kef Nesser är en kulle i Algeriet. Den ligger i provinsen Djelfa, i den norra delen av landet, 160 km söder om huvudstaden Alger. Toppen på Kef Nesser är 918 meter över havet.